# Șieuț
Șieuț là một xã thuộc hạt Bistrița-Năsăud, România. Dân số thời điểm năm 2002 là 2793 người.